# Edmund Bury
Edmund Bury (Kensington, 4 de novembro de 1884 - 4 de dezembro de 1915) foi um atleta inglês que competiu em provas de raquetes e pela Grã-Bretanha.
Bury é o detentor de uma medalha olímpica, conquistada na edição britânica, os Jogos de Londres, em 1908. Nesta ocasião, saiu-se vice-campeão da prova de duplas ao lado de Cecil Browning, após superar os compatriotas Evan Noel e Henry Leaf, em prova conquistada pela dupla formada pelos também britânicos John Jacob Astor e Vane Pennell. Essa foi a primeira e última edição de ambos os esportes nos Jogos Olímpicos.